# Grover Washington, Jr.
Pour les articles homonymes, voir Washington.
Grover Washington, Jr., né le 12 décembre 1943 à Buffalo, État de New York et mort le 17 décembre 1999 à New York, est un saxophoniste américain de jazz-funk.

## Biographie
Grover Washington, Jr. a mené une carrière particulièrement prolifique, avec parfois deux, voire trois parutions d'albums la même année ; au même titre que David Sanborn, George Benson, Bob James, Herb Alpert, Chuck Mangione ou Spyro Gyra, il est considéré comme l'un des pères fondateurs du smooth jazz.
Même s'il fut un musicien renommé il fut critiqué pour l'influence qu'il a eue sur des musiciens considérés par ces mêmes personnes comme indésirables, notamment Kenny G.
Ses albums Mister Magic et Winelight sont des classiques incontournables, que l'on cite très fréquemment comme références lorsqu'on parle de smooth jazz. Pour ce dernier, il a obtenu deux Grammy Awards : "meilleure chanson de R&B" pour Just the Two of Us et "meilleur album de Jazz Fusion" pour Winelight. Le grand public se remémore surtout sa prestation aux côtés du chanteur folk-soul Bill Withers sur le célèbre Just the Two of Us, qui a beaucoup de succès sur les radios.
L'album Inside Moves met en valeur la voix chaude et sensuelle de Jon Lucien ainsi qu'un jeu de Grover tout en fluidité et d'une justesse remarquable.
C'est à lui que l'on doit la musique originale de la série Cosby Show. Il avait enregistré en 1999 un album de musique classique Aria, année de sa mort, due à une crise cardiaque survenue en plein enregistrement télévisuel du Saturday Early Show de la chaine CBS. Il avait alors 56 ans. L'album est paru l'année suivante.

## Discographie
| Titre                                            | Année | Label              |  |
| ------------------------------------------------ | ----- | ------------------ |  |
| Inner City Blues                                 | 1971  | Kudu (puis MoJazz) |  |
| All The King's Horses                            | 1972  | Kudu               |  |
| Soul Box                                         | 1973  | Kudu               |  |
| Mister Magic                                     | 1974  | MoJazz             |  |
| Feels So Good                                    | 1975  | Motown             |  |
| A Secret Place                                   | 1976  | Kudu               |  |
| Live At The Bijou                                | 1978  | Motown             |  |
| Skylarkin'                                       | 1979  | Motown             |  |
| Paradise                                         | 1979  | Elektra            |  |
| Reed Seed                                        | 1979  | Motown             |  |
| Winelight                                        | 1980  | Elektra            |  |
| Come Morning                                     | 1980  | Elektra            |  |
| Baddest                                          | 1981  | Motown             |  |
| The Best Is Yet To Come                          | 1982  | Elektra            |  |
| Inside Moves                                     | 1984  | Elektra            |  |
| Togethering (with Kenny Burrell)                 | 1984  | Blue Note          |  |
| House Full of Love (Music from the "Cosby Show") | 1986  | Columbia           |  |
| Strawberry Moon                                  | 1987  | Columbia           |  |
| Then And Now                                     | 1988  | Columbia           |  |
| Time Out Of Mind                                 | 1989  | Columbia           |  |
| Next Exit                                        | 1992  | Columbia           |  |
| All My Tomorrows                                 | 1994  | Columbia           |  |
| Soulful Strut                                    | 1996  | Columbia           |  |
| Aria                                             | 2000  | Sony               |  |